# Long ma jing shen
Long ma jing shen (en chino tradicional, 龍馬精神; en chino simplificado, 龙马精神) es una película dramática y de acción china de 2023 escrita y dirigida por Larry Yang y protagonizada por Jackie Chan, Liu Haocun y Guo Qilin. La película cuenta la historia de un especialista en acrobacias de la vieja escuela y su caballo de acrobacias. La película se estrenó en China el 7 de abril de 2023.

## Reparto
- Jackie Chan como Lao Luo, un especialista en acrobacias de la vieja escuela que tiene un caballo de acrobacias llamado Red Hare (赤兔)[4]
- Liu Haocun como Xiao Bao, la hija de Lao Luo[4]
- Guo Qilin como Naihua, el novio de Xiao Bao[4]
- Wu Jing como Yuanjie, el aprendiz de Lao Luo[4]
- Joey Yung como Yingzi, una especialista y aprendiz de Lao Luo[4]
- Yu Ailei como Xiamao, el marido de Yingzi[4]
- Yu Rongguang como He Xin, el director ejecutivo de una empresa que codicia el caballo de Lao Luo[4]
- Andy On como Dami Ge, un matón que trabaja para cobradores de deudas[4]
- Xiaoshenyang como Li Yan, un abogado que trabaja para He Xin[4]
- Shi Yanneng como Dawei, un especialista y amigo de Lao Luo[4]

## Producción

### Desarrollo
El director Larry Yang es fanático de Jackie Chan y escribió el guion después de ver un documental sobre Kung Fu Stuntmen (龙虎武师). En primer lugar, Larry buscó a Chan para revisar su guion, pero lo rechazaron y le pidieron que lo revisara en meses. Yang tardó cinco días en completar la revisión y se la envió a Chan una vez más, donde aceptó la invitación a filmar.

### Rodaje
La fotografía principal comenzó el 27 de septiembre de 2021 y concluyó el 10 de noviembre de 2022. El rodaje tuvo lugar en Hengdian World Studios, Dongyang y Pegasus Watertown, Jiāngyīn.

## Estreno
La película se estrenó en el Reino Unido, Estados Unidos y China el 7 de abril de 2023.